# Nannoniscus muscarius
Nannoniscus muscarius is een pissebed uit de familie Nannoniscidae. De wetenschappelijke naam van de soort is voor het eerst geldig gepubliceerd in 1972 door Menzies & George.